# 浦源村
浦源村，俗称孵兜，是中华人民共和国福建省宁德市周宁县下辖的一个行政村，为浦源镇的政府驻地及境内最大的行政村，也是九龙漈国家级风景名胜区——鲤鱼溪景区的所在地。

## 历史沿革

### 区划沿革
浦源村的建立历史要追溯到南宋时期。在宋朝时期，浦源隶属宁德县青田乡东洋里，嘉定二年（1209年）浦源郑氏始祖郑尚自宁德谷口（今蕉城区八都镇福口村）迁入浦源。明清时期，浦源隶属于宁德县十七都。中华民国成立之初，属宁德县周墩镇。民国24年（1935年），福建省设立特种区，浦源隶属于自宁德划出的周墩特种区，境内设浦源保和潘山保。民国34年，周墩特种区升格为周宁县，境内设浦源保。
中华人民共和国成立之初，称浦源乡，隶属于端源区，1958年并入端源公社，设浦源大队。1963年，端源公社改称端源区，区公所迁至浦源，并与上洋合并为浦源乡。1984年撤社建乡，称浦源乡，大队改称村民委员会。1993年6月，浦源乡撤乡设镇，浦源村为镇人民政府驻地。

### 人文历史
自南宋年间郑氏始祖来到此地，便开始在溪中放养鲤鱼，既是为了去污澄清、供人观赏，又是为了防止外人投毒。明朝洪武初年，浦源郑氏立下族规，要求世代护鱼、不捕不食，若有鲤鱼死亡，则要安葬在鱼冢之中，浦源村内的许多男性都学会了护鱼武术。历史上，亦有村民为死去的鲤鱼撰写鱼祭文。在800多年间，浦源村形成了“鱼冢”、“鱼祭文”、“鱼葬”等独特文化。

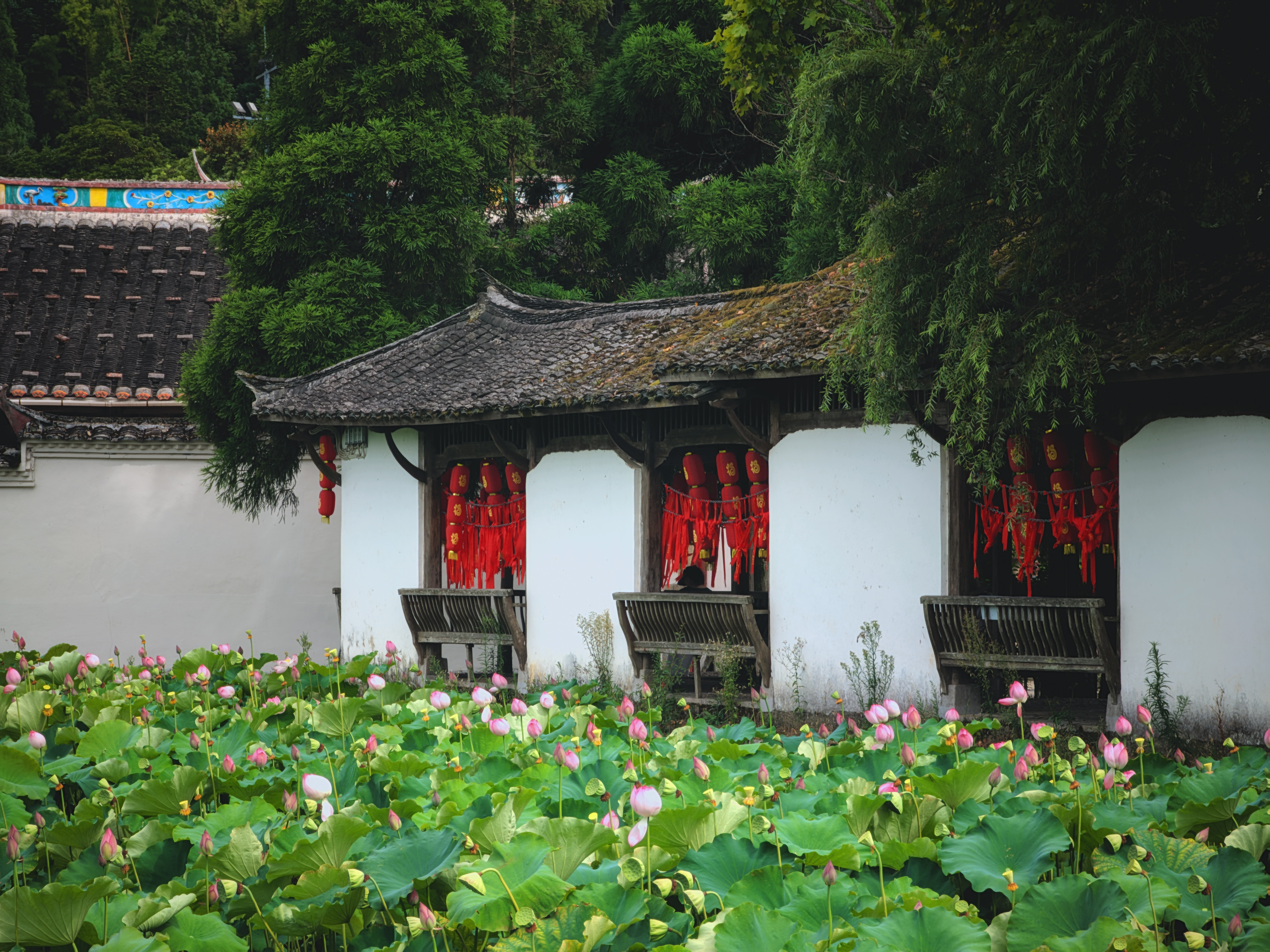
鲤鱼溪畔的荷花池与桥

1980年代，鲤鱼溪旅游业开始兴起，周宁的新闻工作者将鲤鱼溪的独特文化向外推广，周宁县政府与浦源村民开始筹资建设鲤鱼溪旅游景区。1990年代，村民集资重建了中华人民共和国成立之初被拆毁的部分古建筑，如陈圣母庙、文昌阁、万福寺等，但由于浦源人外出经商，村内常住人口大幅度下降，旅游业一度陷入停滞。1999年，在外经商的村民投资570万元人民币开辟了鲤鱼溪景点与仿古村景区，此后亦多有建设。21世纪初，鲤鱼溪景区正式挂牌成立，中国中央电视台到鲤鱼溪拍摄了专题片。2008年，浦源鲤鱼溪入选吉尼斯世界纪录“中国之最”中的“三个世界唯一”和“世界年代最久远的鲤鱼溪”称号，同年，浦源村成为福建省第三批历史文化名村。2009年，浦源村的鲤鱼溪护鱼习俗入选福建省非物质文化遗产名录。2011年，鲤鱼溪景区随九龙漈景区入选国家AAAA级景区。2013年，浦源村入选第二批中国传统村落名单，2014年入选“福建十大醉美乡村”。

## 地理与交通
浦源村位于周宁县中部，距周宁县城狮城镇3.5公里，西北侧被群山包围，东南侧则是浦源盆地，又有“高山平原”之称。浦源村年平均气温15.8℃，夏无酷暑，森林覆盖率高，出产高岭土、石英矿、泥炭土等矿产资源。鲤鱼溪穿村而过，承载了浦源村独特的人文历史。浦源行政村下辖5个自然村，分别是浦源村、潘山底村、瑞源村、松旁亭村和蟠龙洋村。
浦源村目前并未通高速公路。距离浦源村最近的高速公路是 宁上高速，最近的铁路则是位于咸村镇的衢宁铁路周宁站。在2023年以前，村内唯一的公路是村南侧的小（古镇）浦（城）公路，亦曾是闽东与闽北的交通要道之一。2023年12月，福建 207省道纯池至浦源段正式通车，使得浦源村的交通更为便捷。

## 文物保护单位
浦源村境内有两处省级文物保护单位，与纯池镇禾溪村并列为周宁县境内省级文保最多的村。这两处文物保护单位分别是郑氏宗祠和林公宫。郑氏宗祠供奉当地郑氏共同的祖先，始建于明朝洪武十八年（1385年），历代几经重修，2009年入选第七批福建省文物保护单位；林公宫奉祀自祖殿分灵而来的林公忠平王，始建于清朝嘉庆十七年（1812年），2020年入选第十批福建省文物保护单位。另外，村内的孝子坊是1989年入选的周宁县文物保护单位。

## 外部連結
- 《魚祭》－CCTV-紀錄 （页面存档备份，存于）